# Marie Duchatel
Marie Duchatel (Brussel, gedoopt 20 november 1652 - Antwerpen, 1692) was een Zuid-Nederlands miniatuur- en portretschilder.

## Leven
Ze was de dochter van de schilder François Duchatel en Ieanne Louys, en werd opgeleid door haar vader in Brussel. Omstreeks 1675 reisde ze naar het hof van koning Christiaan V van Denemarken en koningin Charlotte, wier pendantportretten ze schilderde. Rond 1677 was ze terug in Brussel en een drietal jaar later trouwde ze er met Eglon van der Neer, met wie ze negen kinderen kreeg. Ze woonden eerst in de Cellebroersstraat in Brussel en later van tijd in de Keizersstraat in Antwerpen. Ze vergezelde haar echtgenoot op buitenlandse opdrachten, maar blijkbaar woonde ze in Antwerpen gescheiden.

## Werk
In 1689 schilderde ze twee miniatuurportretten van Hendrik Casimir II van Nassau-Dietz (1657-1696), de stadhouder van Friesland, en zijn echtgenote prinses van Nassau, Henriëtte Amalia van Anhalt-Dessau (1666-1726). De mannelijke helft van deze twee werd voorheen toegeschreven aan Jakob Christof le Blon. Ze overleed in 1692.

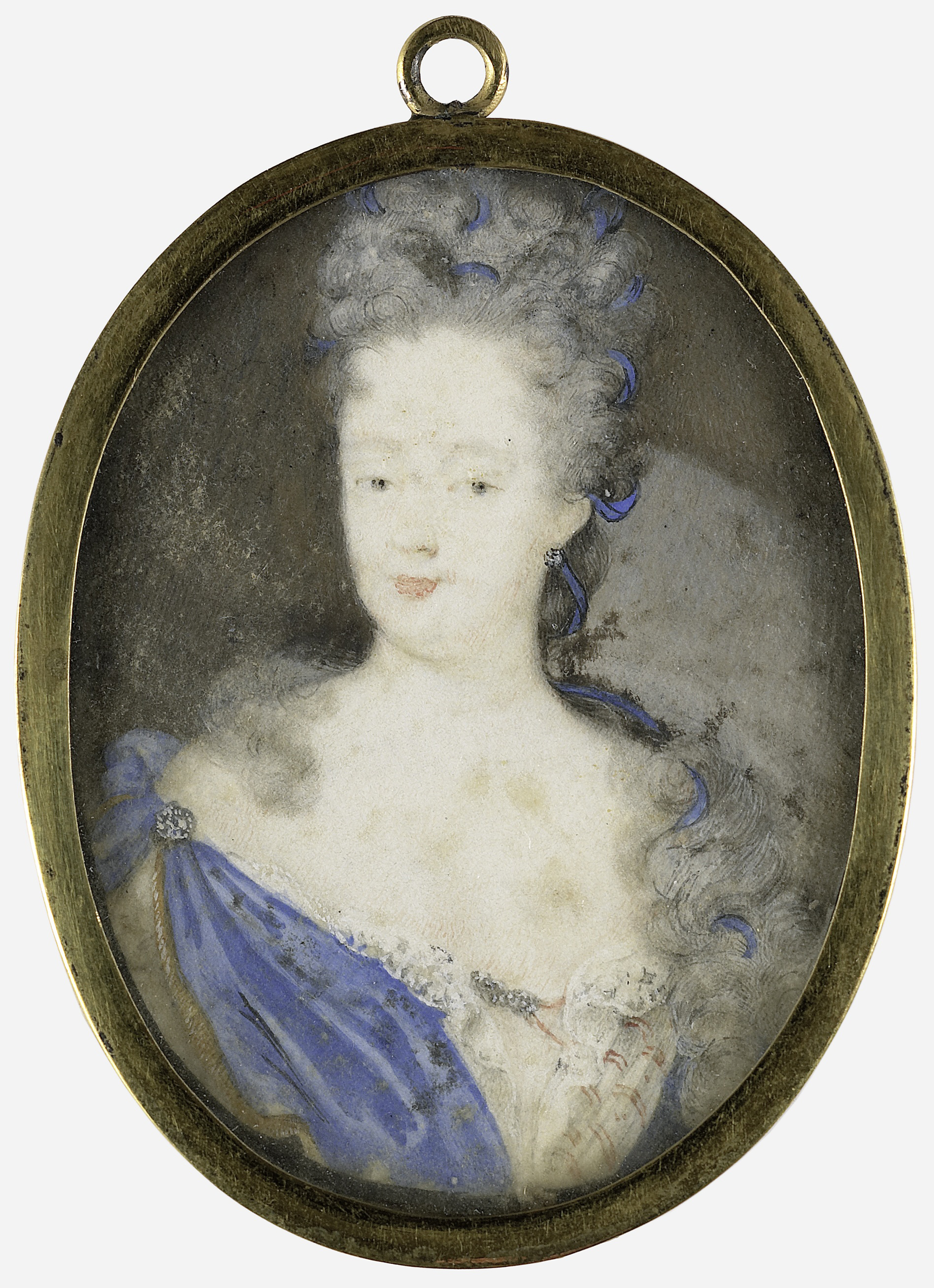
Portret van Henriette Amalia van Anhalt-Dessau (1666-1726)
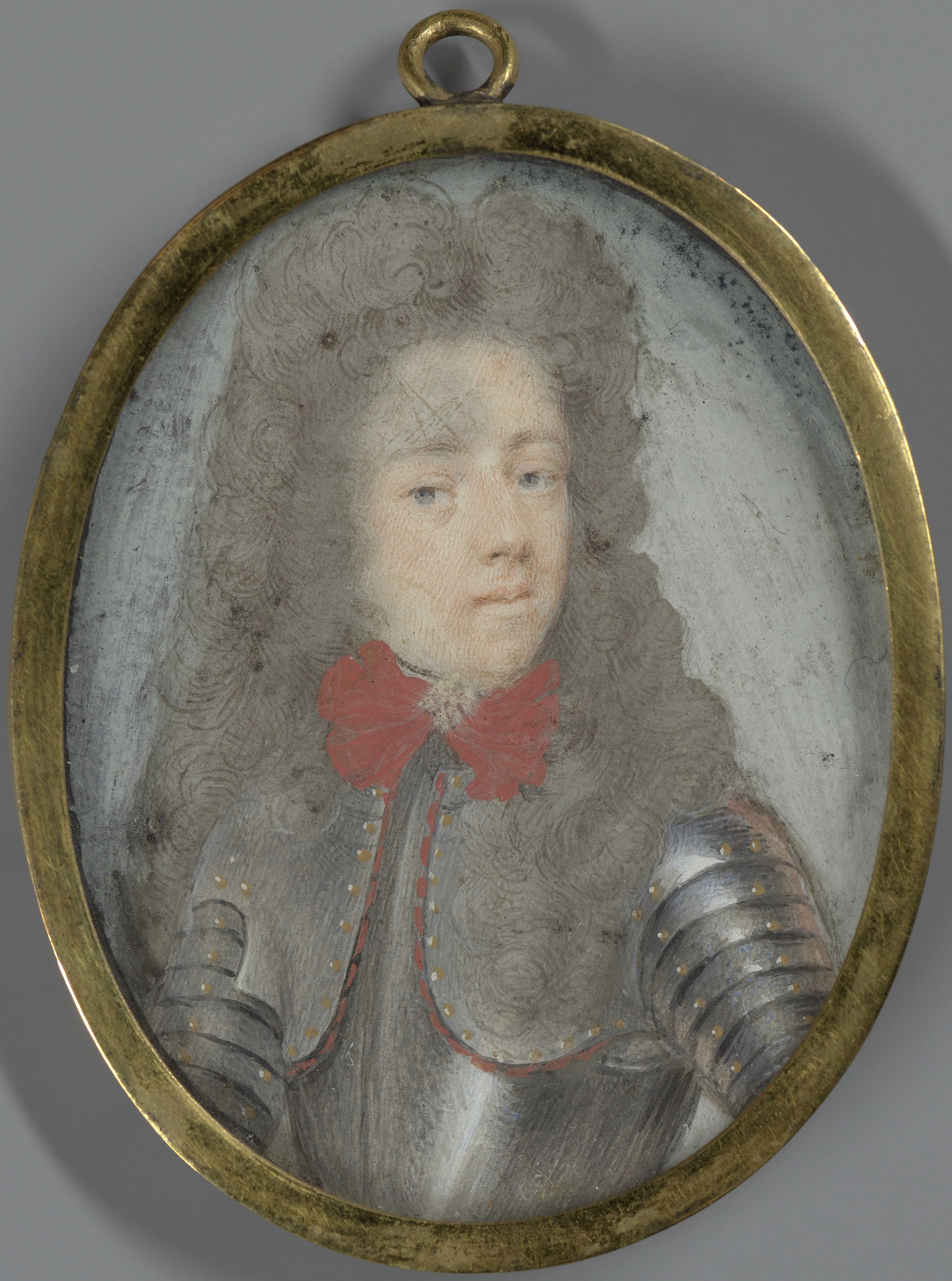
Portret van Hendrik Casimir II (1657-1696), vorst van Nassau-Dietz
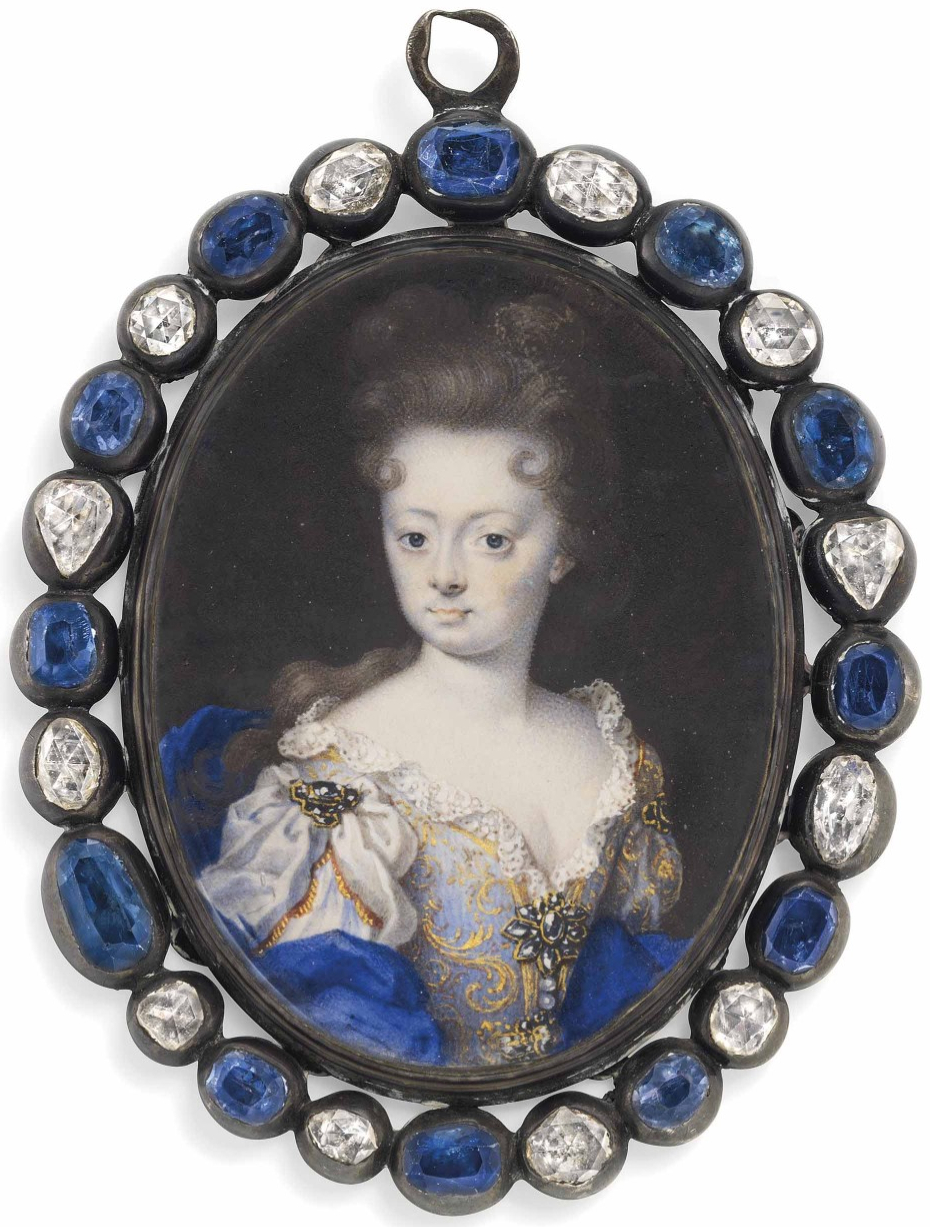
Portret van Anna Maria Luisa de' Medici (toegeschreven)

- Biografisch Portaal: 82432919
- RKD-Nederlands Instituut voor Kunstgeschiedenis: 130776
- Union List of Artist Names: 500136019
- Virtual International Authority File: 139462260